# Canónigos regulares de la Orden de la Santa Cruz
Los Canónigos Regulares de la Orden de la Santa Cruz (en latín: Canonici Regulares Ordinis Sanctae Crucis), o simplemente Orden de la Santa Cruz, es una orden religiosa católica de canónigos regulares fundada en el siglo XIII. Sus miembros son conocidos como Crucíferos y posponen a su nombre las siglas O.S.C.

## Historia

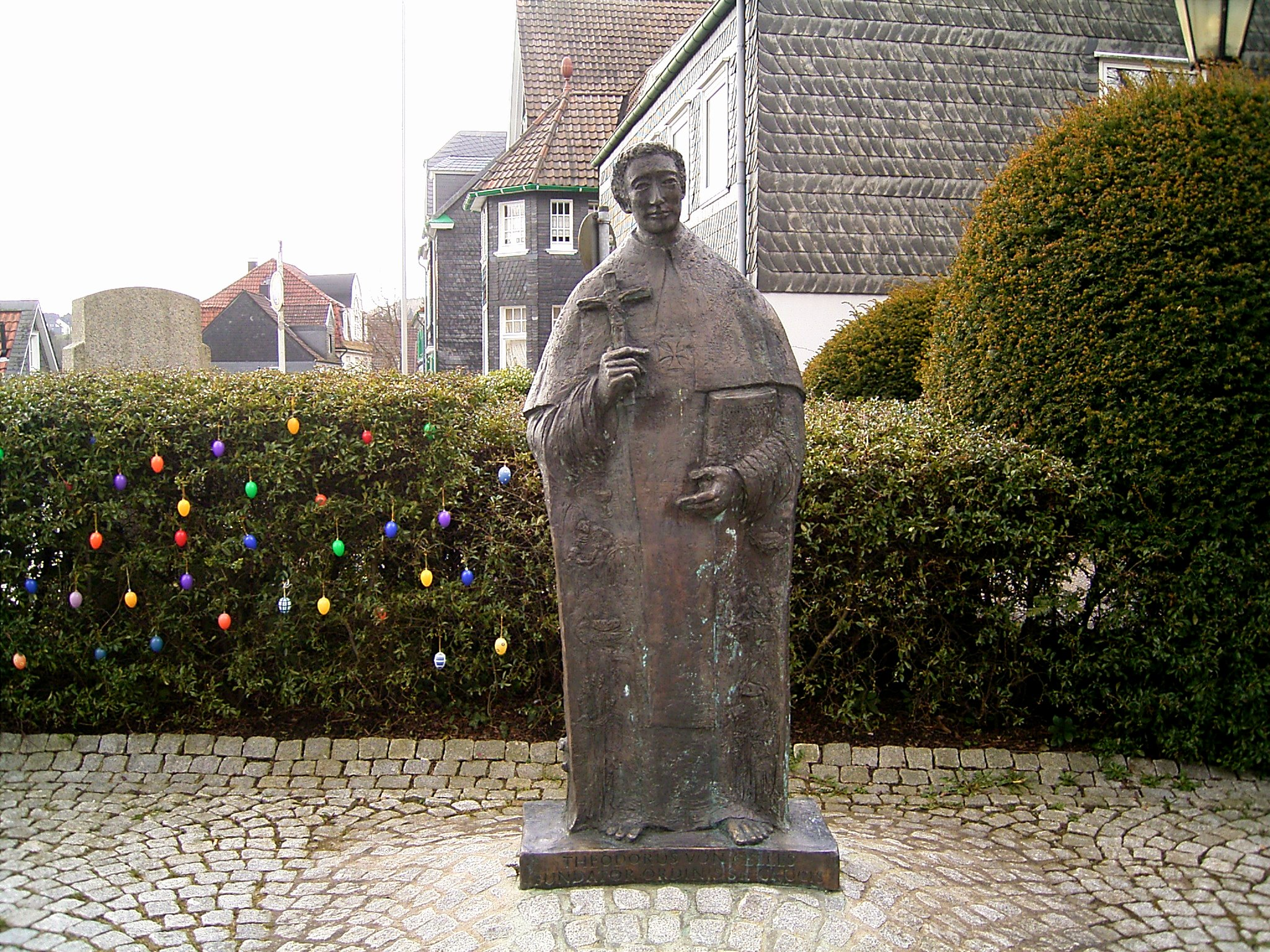
Teodoro de Celles (1166-1236), considerado el fundador de Orden de la Santa Cruz. Escultura en el convento de Biyemburg.

### Fundadores
La orden fue fundada el 14 de septiembre de 1211, por un grupo de cinco canónigos de la diócesis de Lieja, entre los que destaca Teodoro de Celles. Estos viajaron a Jerusalén durante la tercera cruzada, acompañando a Rodolfo de Zähringen príncipe-obispo de Lieja. En ello conocieron la labor de los Canónigos Regulares del Santo Sepulcro. Al volver a Lieja, los cinco dejaron el capítulo de la catedral y se fueron a hacer vida en común, siguiendo la Regla de San Agustín, con un estilo de vida muy austero. Establecieron en Clairlieu, cerca de Huy.
Los nuevos canónigos eligieron la cruz como símbolo que pusieron sobre el hábito, por lo que fueron conocidos como crucíferos, aquellos "que llevan la cruz", (en francés: crosiers).
Los fundadores querían cambiar el estilo de vida cómodo y fácil de los canónigos de la época, volviendo al espíritu original de la regla y llevando un estilo de vida apostólica basada en el los primeros cristianos. La iniciativa fue aprobada por Honorio III y confirmada por el Primer Concilio de Lyon en 1245, pero no fue sino hasta 1248, cuando Inocencio IV aprobó sus Constituciones y con ellas la Orden. Este papa les otorgó oficialmente la Regla de San Agustín. Además de la oración, los canónigos atendían a los peregrinos y los necesitados que se encontraban de paso, ofreciéndoles hospitalidad en sus conventos y hospitales.

### Expansión, decadencia y Reforma
Hasta el año 1400, la Orden abrió nuevas casas en Inglaterra (Londres), Francia (París y Toulouse), Alemania (Colonia) y los Países Bajos, a finales del siglo XV contaban con unos 40 conventos en toda Europa. 
Durante el Gran Cisma de Occidente, los crucíferos franceses apoyaron a los papas de Aviñón, mientras que los demás a los de Roma; esta división desembocó en la relajación de la vida en los conventos de la orden, a pesar de los intentos de reforma y unificación de los capítulos generales que celebraban anualmente.
Entre los siglos XV y XVI, los países del norte de Europa, influenciados por el movimiento de la Devotio moderna, comenzaron la reforma de la práctica de la orden, introduciendo muchos cambios que llevaron a un resurgimiento en el norte, donde se fundaron más de ochenta conventos. Los franceses, en cambio, rechazaron cualquier reforma y la orden decayó en Francia hasta su desaparición durante la Revolución francesa.

### Supresiones
El crecimiento se detuvo en el siglo XVII a raíz de la guerra de los Treinta Años y otros conflictos, las epidemias de peste y las consecuencias de la Reforma protestante. En Inglaterra, la orden fue suprimida por Enrique VIII de Inglaterra, y en los estados protestantes se cerraron casas que habían sido florecientes. La ya mencionada Revolución francesa terminó por acabar con los pocos conventos que quedaban en Francia.

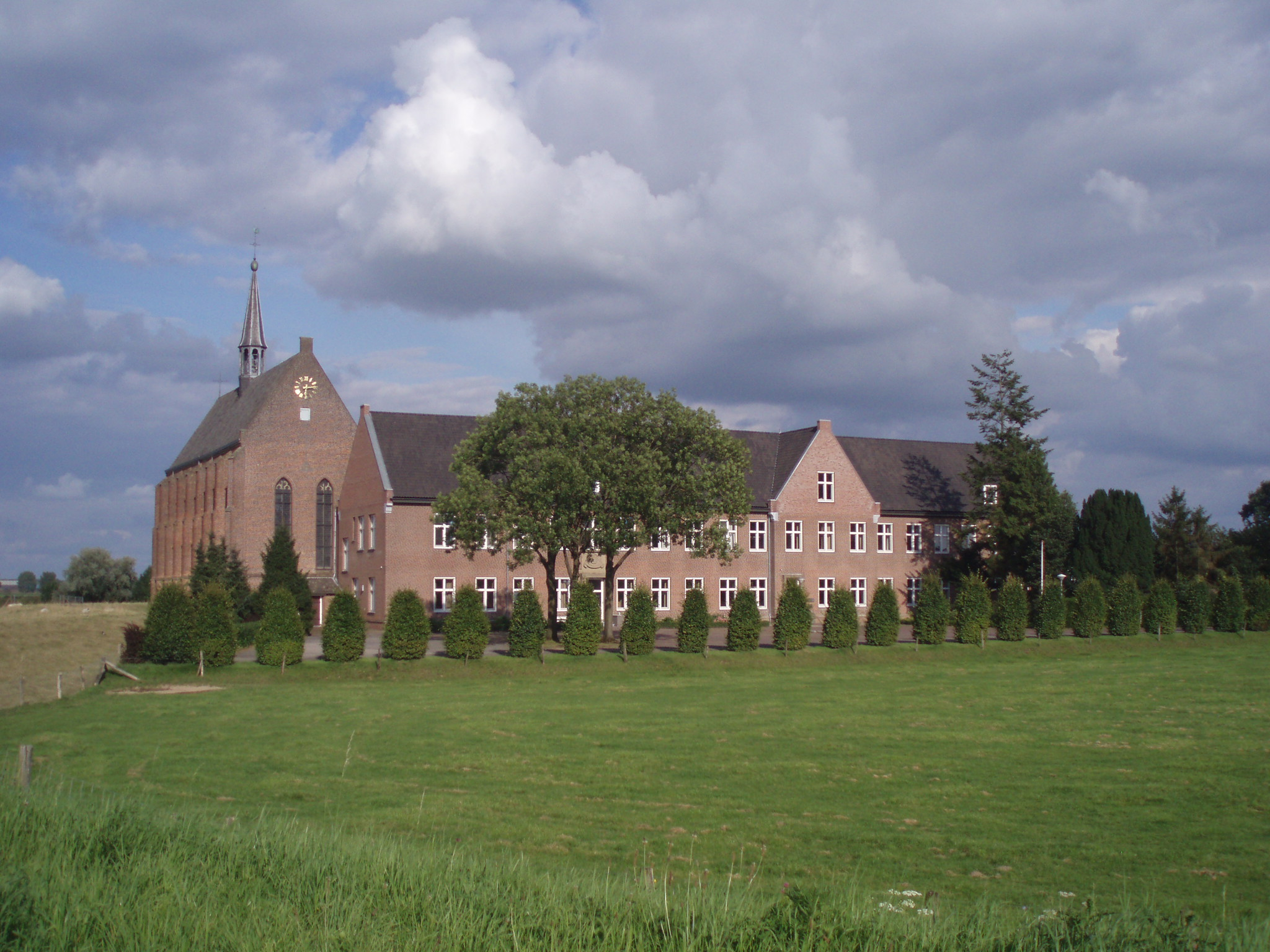
Monasterio de Santa Ágata, uno de los dos monasterios que sobrevivió a las supresiones. Hoy es considerada la casa madre de la Orden puesto que desde allí se dio inicio a la restauración.

La crisis de las órdenes religiosas del siglo XIX, provocada por las secularizaciones y supresiones en los estados europeos afectaron los crucíferos. Solo sobrevivieron dos conventos en los Países Bajos, Uden y Sint Agatha, pero en 1814, Guillermo I de los Países Bajos prohibió que admitieran nuevos miembros: al final de los años treinta, solo quedaban cuatro crucíferos, dos en Uden y dos en Sint Agatha.

### Restauración
En 1840 Guillermo II de los Países Bajos levantó la prohibición de nuevas vocaciones, de entre ellas, Henrique van den Wijmelenberg elegido después maestro general. Los crucíferos reconocen en él el restaurador de la orden o incluso como un segundo fundador.
La orden volvió a extenderse por Bélgica y los Países Bajos; intentaron, sin éxito, establecerse en Wisconsin, en los Estados Unidos, donde nueve crucíferos trabajaban con inmigrantes holandeses y belgas; la guerra civil norteamericana, sin embargo, impidió que abrieran un priorato. Durante el siglo XX, se expandió por el mundo abriendo misiones en la República Democrática del Congo en 1920, Indonesia (1926, Java, y ágata-Asmat, 1958), en Brasil (1934), en Estados Unidos (1910), en Alemania y Austria. Habían regresado a Italia, donde abrieron un colegio y la procura general en Roma, pero Benito Mussolini expropió a la Orden de sus pertenencias. En 1938 establecieron la actual curia general en la Basílica de San Jorge en Velabro de Roma.

## Actividad y difusión

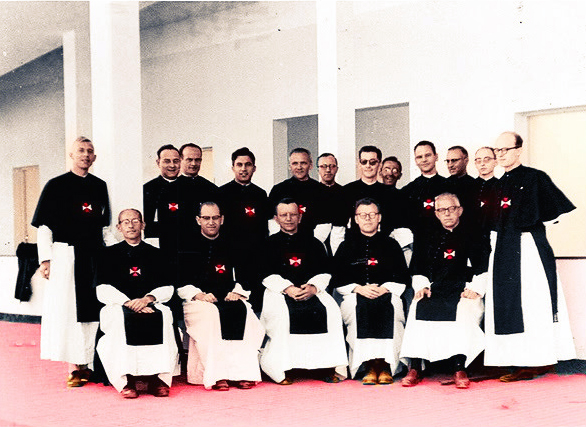
Crucíferos en Campo Belo, Brasil.

La Orden en la actualidad se dedica a la celebración del Culto Divino y posee numerosas obras de apostolado.
En 2011 la orden contaba con 425 religiosos (269 de ellos sacerdotes) y 46 casas en: Alemania, Austria, Bélgica, Brasil, República democrática del Congo, Estados Unidos, Indonesia y los Países Bajos. La casa general se encuentra en Roma, en la Basílica de San Giorgio in Velabro, donde reside el maestro general de la orden, cargo que actualmente ostenta Glen Lewandowski.